# Янькино
Янькино (горномар. Нырйӓл) — деревня в Горномарийском районе Марий Эл Российской Федерации. Входит в состав Емешевского сельского поселения.
Численность населения — 135 чел. (2015 год).

## География
Располагается в 6,5 км от административного центра сельского поселения — села Емешево, на левом берегу реки Юнга.

## История
Деревня упоминается в ландратской книге 1717 года. В списках населённых мест Казанской губернии 1859 года упоминается под официальным названием деревня «Караева», в просторечии — «Янькина».

## Население
| 1859 | 2002 | 2010 | 2013 | 2014 | 2015 |
| ---- | ---- | ---- | ---- | ---- | ---- |
| 257  | ↘148 | ↘132 | ↗144 | ↘136 | ↘135 |